# The Last Ninja
The Last Ninja è un videogioco isometrico di avventura dinamica originariamente sviluppato e pubblicato dalla System 3 per Commodore 64 nel 1987 e successivamente convertito per i computer Amiga, Archimedes, Apple II, Apple IIGS, Atari ST, BBC Micro, Electron e MS-DOS. Le edizioni americane vennero pubblicate dalla Activision. Le versioni Amiga e Atari ST, sviluppate dall'austriaca Eclipse e uscite nel 1990, sono intitolate Ninja Remix.
Versioni per Amstrad CPC, Atari 800 e ZX Spectrum vennero pubblicizzate, ma mai prodotte.
The Last Ninja fu un grosso successo e si fece notare soprattutto nella versione per Commodore 64, per la sua riuscita mescolanza di avventura, picchiaduro, ottima grafica e musica.
Ci furono due seguiti, Last Ninja 2: Back with a Vengeance e Last Ninja 3.

## Trama
Il malvagio Shōgun Kunitoki ha fatto massacrare l'intera confraternita dei ninja mentre erano sull'isola di Lin Fen, dove si recano in pellegrinaggio ogni dieci anni. Kunitoki si è quindi stabilito sull'isola con le sue guardie per apprendere le conoscenze arcane dei ninja. L'ultimo ninja Armakuni, scampato perché non si trovava lì, si reca allora a Lin Fen per esigere vendetta.
Il gioco inizia nelle terre selvagge dell'isola e Armakuni deve trovare il modo di raggiungere il palazzo, affrontando lungo il cammino le guardie di Kunitoki e occasionalmente altre creature. Dopo aver trovato un passaggio sulle montagne, Armakuni raggiunge gli eleganti giardini del palazzo e da qui scende nelle segrete, piene di strumenti di tortura, ossa e ratti, e infestate da fantasmi. Quindi risale al palazzo vero e proprio, ricco di ornamenti orientali, e infine raggiunge il santuario interno, dove avviene il duello finale con Kunitoki in armatura.

## Modalità di gioco
Il gioco è una miscela di azione ed esplorazione con diversi enigmi da risolvere, il tutto presentato in grafica isometrica a schermate fisse. Ci sono sei livelli, ognuno costituito da un insieme di schermate collegate in modo non lineare. Ogni schermata contiene sentieri circondati da paesaggio non calpestabile variamente decorato. Lo scopo è raggiungere l'uscita dopo aver compiuto le giuste azioni e risolto gli specifici enigmi. In ogni schermata può essere presente un solo avversario, che si può cercare di sconfiggere in stile picchiaduro o di evitare.
Il sistema di controllo è abbastanza complesso e richiede pratica. Il ninja può correre nelle quattro direzioni, orientate in diagonale, e camminare anche all'indietro. Nelle direzioni orizzontali e verticali si possono fare piccoli movimenti di precisione. Si possono fare salti con capriola di tre diverse ampiezze e ci sono alcuni ostacoli da evitare in questo modo. Si trovano oggetti da raccogliere, più o meno nascosti nello scenario; la raccolta richiede appositi movimenti precisi. Tramite tasti si possono selezionare separatamente l'oggetto e l'arma da usare, tra quelli in proprio possesso; le armi ottenute sono tutte visibili nel pannello informativo, mentre degli oggetti si vede solo quello selezionato.
In combattimento inizialmente sono disponibili solo calci e pugni, poi ci si può procurare nunchaku, shuriken, spada, asta e bombe fumogene. Un indicatore a forma di doppia spirale, o una barra in alcune versioni, rappresenta l'energia vitale del protagonista e una barra rappresenta l'energia dell'eventuale avversario presente su schermo. Si può perdere anche subito una vita cadendo negli attraversamenti pericolosi, e a volte sono necessari salti molto precisi.
Alcune versioni hanno l'opzione per il salvataggio.

## Sviluppo
Alla fine del 1985 Mark Cale della System 3 terminò un programma che avrebbe facilitato l'utilizzo di architetture isometriche nei giochi, e ideò subito un progetto orientativo per un picchiaduro sul viaggio di un ninja. L'impresa si rivelò comunque molto ardua per le limitate capacità del Commodore 64, tanto che una parte dell'azienda voleva abbandonare il progetto. Cale però volle perseverare per tutto il 1986. La programmazione venne affidata per un po' a una sussidiaria della Andromeda Software in Ungheria, ma con scarsi risultati, per cui lo sviluppo fu riportato all'interno della System 3. Grazie all'ingaggio in corso d'opera dell'abile programmatore John Twiddy, al software di supporto grafico Integrator del programmatore ungherese István Bodnar, e a molti compromessi tra cui la limitazione degli spostamenti del ninja solo all'interno dei sentieri, il progetto si concretizzò.
La versione Commodore 64 contiene oltre 1000 sprite, ma necessita di caricamento multiplo a ogni livello.

## Copertina
Le schermate introduttive, così come le copertine delle confezioni originali europee, mostrano soltanto gli occhi del protagonista, fieri, concentrati e segnati da rughe. L'illustrazione è opera del norvegese Steinar Lund, che lavorò in ambito videoludico per oltre un decennio, realizzando copertine di altri titoli famosi come Boulder Dash e Vindicators. Quella di The Last Ninja viene ricordata come una delle immagini videoludiche più iconiche dell'epoca. Con qualche modifica, lo stesso sguardo venne riproposto anche sulle copertine europee dei seguiti del gioco.

## Accoglienza
The Last Ninja fu un grande successo di critica e di pubblico, almeno per quanto riguarda la versione Commodore 64. Viene spesso annoverato tra i migliori videogiochi in assoluto per il Commodore 64. Questa versione colpiva per la qualità grafica, la miscela di combattimento ed enigmi, l'elaborata colonna sonora orientaleggiante; fino ad allora non c'era stato niente del genere sul C64. D'altra parte il gioco ha un sistema di controllo difficoltoso, che lo rendeva più favorito tra i giocatori esperti, e può essere frustrante quando richiede movimenti molto precisi.
Sono riportate oltre 750 000 copie vendute per Commodore 64 considerando la sola Europa. Mark Cale della System 3 pensa che le vendite totali per Commodore 64 possano arrivare a 4 milioni.
Nel 2007 la rivista Retro Gamer annoverava il protagonista Armakuni come il secondo più grande ninja della storia dei videogiochi dopo Ryu Hayabusa, ricordando come diventò un'icona pur non avendo mai mostrato il viso per intero.

## Serie
I due seguiti di The Last Ninja, tutti simili nell'impostazione, furono:
- Last Ninja 2: Back with a Vengeance (1988), uscito per molti tipi di computer e per la console NES, ambientato nel mondo moderno. Riuscì anche a superare la qualità e il successo del predecessore[11].
- Last Ninja 3: Real Hatred Is Timeless (1991), uscito per un numero più limitato di computer, ambientato nuovamente nell'antico Giappone, concluse la saga. Dal punto di vista grafico riuscì a migliorare ulteriormente, ma non ebbe successo quanto i predecessori[11].

Nel 1990 venne realizzata una versione di Last Ninja 2 contenente diverse migliorie estetiche, pubblicata come Last Ninja Remix o Ninja Remix per C64, Amstrad e Spectrum; invece il contemporaneo Ninja Remix per Amiga e Atari ST, pur avendo all'incirca la stessa copertina, è la conversione del primo The Last Ninja per questi sistemi, che non ne avevano ancora avuta una.
Già dal 1993 vennero progettati dei livelli per un ipotetico quarto capitolo. Si continuò periodicamente a ventilare l'ipotesi, ma solo nel 2003 sembrò davvero concretizzarsi, quando Mark Cale presentò alla stampa le immagini di Last Ninja 4 per Xbox. Tuttavia il progetto si arenò poco dopo.
Nel 2006-2007 era in produzione un gioco antologico per PlayStation Portable chiamato Last Ninja Trilogy, ma anche questo fu abbandonato.
Nel 2008 un'emulazione ufficiale dell'originale The Last Ninja per Commodore 64 uscì per Wii su Virtual Console.